# Ruth Aspöck
Ruth Aspöck (* 7. Februar 1947 in Salzburg) lebt in Wien als freie Schriftstellerin.
Ruth Aspöck studierte in Wien Theaterwissenschaft und Germanistik, in Linz absolvierte sie eine Schauspielausbildung. Im Rahmen ihrer Forschungstätigkeit reiste sie u. a. nach Kuba. In Wien war Ruth Aspöck Mitbegründerin der feministischen Zeitschrift Auf. Im Wiener Frauenverlag erschien im Jahr 1982 die Publikation Der ganze Zauber nennt sich Wissenschaft. Eine sprachkritische Studie zur sprachlichen Diskriminierung von Frauen.
Ruth Aspöck betreibt die Edition Die Donau hinunter, in der u. a. einige Anthologien von Donaugeschichten, aber auch über das Leben von Autoren in der Fremde erschienen sind.
Ruth Aspöck organisierte zahlreiche Symposien und Veranstaltungen. Sie ist Vizepräsidentin der Grazer Autorenversammlung.
Zahlreiche literarische Publikationen und Herausgabe zahlreicher Anthologien und Dokumentationen etwa über das von Rolf Schwendter mitbegründete Erste Wiener Lesetheater oder das berühmte Wiener Galeriecafé als Ort künstlerischer Begegnungen. Ihre vorletzte literarische Veröffentlichung unter dem Titel (S)Trickspiel erschien im Jahr 2003, danach erschien der Roman Kannitverstan.

## Werke
- Der ganze Zauber nennt sich Wissenschaft (1982)
- Emma oder Die Mühen der Architektur. Die Geschichte einer Frau aus Wien (1987)
- Ausnahmezustand für Anna (1992)
- Wo die Armut wohnt. Essay (1992)
- Tremendo swing. Die achtziger Jahre in Kuba (1997)
- Gedichtet. Prosaische Lyrik (1995)
- Muttersöhnchenmärchen (1996)
- (S)Trickspiel (2003)
- Kannitverstan. Roman (2005)
- Nichts als eine langweilige Blindschleiche. Eine Textmontage. Löcker Wien 2011. ISBN 978-3-85409-602-3.
- Eine täglich zu lösende Aufgabe. In: Käthe Kratz, Lisbeth N. Trallori (Hrsg.): Liebe, Macht und Abenteuer. Zur Geschichte der Neuen Frauenbewegung in Wien. (2013)
- Der Krieg nach dem Frieden. Roman. Löcker, Wien 2014. ISBN 978-3-85409-710-5.
- Die alte Dichterin, die Literatur und die Kunst. Ein Diskurs mit Poesie. Roman. Löcker, Wien 2016. ISBN 978-3-85409-815-7.
- Begoña, la Trigeña. Roman. Edition ZZOO, Wien 2023. ISBN 978-3-902190-56-7.